# 2017年4月

## 4月1日
- 當地時間凌晨，哥伦比亚西南部普图马约省首府莫科阿遭遇暴雨引發的泥石流，超過200人喪生，多人失蹤。[1]
- 超過300公尺長的南韓超大運礦船「史黛拉黛西號」（Stellar Daisy）在南大西洋沉沒，船員於3月31日23時許曾報告船隻入水。暫時有2名船員獲救，22名船員失蹤。[2]

## 4月2日
- 亞美尼亞舉行國會選舉。[3]
- 塞尔维亚舉行總統選舉。[4]
- 厄瓜多爾舉行總統選舉第二輪投票。[5]

## 4月3日
- 俄罗斯圣彼得堡地铁先纳亚广场站到科技学院站之间的隧道发生地铁爆炸事件，已经造成11人死亡，至少45人受伤[6][7][8]。

## 4月4日
- 世界上最大的隧道挖掘机（英语：Tunnel_boring_machine）伯莎（英语：Bertha (tunnel boring machine)）。伯莎在历经4年的施工期后，在华盛顿西雅图建成一条长2,830米的阿拉斯加路高架桥隧道（英语：Alaskan Way Viaduct replacement tunnel）。[9]
- 匈牙利国民议会通过了“破坏中欧大学运作”的法案。世界各地的学者和学术机构都表示支持中欧大学。[10]
- 蒂姆·伯纳斯-李因为发明过万维网，因此被授予2016年图灵奖。万维网是世界上第一款网页浏览器，并且万维网的协议和算法使得互联网具有可扩展性。[11]
- 在伊德利卜省汗谢洪（英语：Khan Shaykhun）镇遭化学武器袭击，83人死亡，多人受伤。[12]

## 4月5日
- 中國国家主席习近平在访问美国之前，先行造访芬兰。[13]

## 4月6日
- 系外行星GJ 1132b被發現擁有大氣層，是首個被發現擁有大氣層的體積與地球相當的系外行星，很可能是被水蒸氣籠罩的水世界。[14]

## 4月7日
- 美國海軍對敘利亞政府軍的沙伊拉特空軍基地執行打擊行動，發射59枚戰斧巡弋飛彈，其中23枚命中目標。[15]

## 4月8日
- 一艘载有婚礼嘉宾的客船在缅甸西部与一艘河驳船相撞，造成约20人遇难。[16]

## 4月9日
- 埃及发生两次教堂爆炸事件，至少有44人遇难，126人受伤。该国总统宣布埃及进入3个月紧急状态。[17]
- 69岁的美籍越南裔旅客陶成德在乘坐联合航空联合航空3411号班机时因座位超卖被航空公司职员强行拖出机舱，事件视频在社交媒体广泛流传，引发民众强烈反响[18]。

## 4月10日
- 澳大利亚研究委员会（英语：Australian Research Council）发表报告称：大堡礁的2/3部分遭受严重的珊瑚白化，并表示大堡礁已连续2年遭受白化。[19]

## 4月11日
- Microsoft結束對Windows Vista作出擴展支援。[20]

- 多特蒙德足球俱乐部所乘坐的大巴车在前往球场的途中遭遇炸弹袭击，至少两人受伤。[21]

- 中华人民共和国官方媒体——中国中央电视台报道2017年亚洲乒乓球锦标赛时，将“中华台北队”改称为“中国台北队”。这是中华民国和中华人民共和国之间，长期存在的中华台北与中国台北之争，中华民国方面视为中华人民共和国在国际政治领域对己方地位的“打压”与“矮化”[22]。

## 4月12日
- 喀布尔政府大楼附近发生一起炸弹袭击，共造成5人死亡、10人受伤。伊斯兰国声称对这场袭击负责。[23]

## 4月13日
- 美國空軍向阿富汗亞欽區（英语：Achin District）的伊斯兰国據點投下一枚有「炸彈之母」之稱的GBU-43/B大型空爆炸弹，據報造成至少90名武裝分子喪生。[24]

## 4月15日
- 敘利亞伊德利卜省被反對派長期圍困的城鎮卡夫拉亞和福阿的居民在撤離至阿勒頗市的途中，車隊遭到汽車炸彈襲擊，超過100人喪生。[25]

## 4月16日
- 2017年土耳其修憲公投進行投票，最终支持修宪的一方以微弱优势获胜。[26]

## 4月18日
- 英國首相特雷莎·梅宣佈將於2017年6月8日舉行下議院選舉，不過提前大選需要得到下議院三分之二多數支持方可進行。[27]

## 4月19日
- 英国下议院以522票支持、13票反對，通過由首相提出的提前舉行大選動議。[28]
- 華盛頓州立大學的科學家宣佈成功以銣原子製造負質量的超流體。[29]

## 4月20日
- 當地時間晚上9時許，法国巴黎香榭丽舍大街發生恐怖襲擊，一名槍手以自動武器射擊一輛警車，擊斃一名警察，該名槍手被其他警察擊斃。伊斯兰国對襲擊承認責任。[30]
- 伊朗內政部公佈2017年伊朗總統選舉的候選人名單，共6人，已報名參選的前總統马哈茂德·艾哈迈迪内贾德不獲宪法监护委员会批准參選。[31]

## 4月21日
- 至少10名喬裝成政府軍士兵的塔利班武装分子襲擊阿富汗北部马扎里沙里夫的一个政府軍基地，據報造成至少140名阿富汗政府軍士兵喪生。这是阿富汗军队自2001年以來遭遇的最慘重傷亡的襲擊。[32]

## 4月23日
- 2017年法國總統選舉進行第一輪投票。[33]

## 4月26日
- 伊拉克親政府民兵人民動員宣佈已從伊斯兰国手上收復獲列入世界遺產名錄的古城哈特拉。[34]

## 4月29日
- 土耳其政府突然對維基百科所有語言版本實施網絡封鎖。[35]